# Красный Камень (гора)
Красный Камень (Гора-Шихан) — скала (шихан) в Свердловской области, в центральной части города Нижнего Тагила. Скала возвышается над рекой Тагил. Со стороны реки гора имеет глыбовые крутые склоны, а со стороны берега склон пологий. На вершине скалы имеются смотровая площадка и декоративная башенка, на площадке находится скульптура-памятник святым Петру и Февронии Муромским с копилкой для сбора денег на благотворительные нужды. На склоне горы расположено кафе. Гора-шихан «Красный Камень» — одно из популярных мест для народных гуляний и бракосочетаний в Нижнем Тагиле. В этом месте планируется создание городского парка. В данное время проект парка находится в разработке, однако на горе-шихане и вокруг неё местность обозначена как Нагорный парк.
Гора дала название большому жилому району Центрального жилого массива Нижнего Тагила, разместившемуся возле неё.